# Ebony and Ivory
«Ebony and Ivory» (en español: «Ébano y marfil») es una canción escrita e interpretada por el cantautor y músico británico Paul McCartney y publicada en su cuarto álbum de estudio en solitario del artista Tug of War (1982). La canción, cantada a dúo entre McCartney y Stevie Wonder, fue publicada como primer sencillo promocional del álbum y alcanzó el primer puesto en las listas de sencillos tanto del Reino Unido como de Estados Unidos.

## Trasfondo
En un nivel básico, «Ebony and Ivory» trata sobre las teclas negras («ebony») y blancas («ivory») de un piano, aunque la combinación de colores sugiere temas como la integración racial y la armonía entre razas a un nivel más profundo. El título está inspirado en una frase de Spike Milligan en la cual decía: «Black notes, white notes, and you need to play the two to make harmony, folks!» (lo cual en español puede traducirse como: «Notas negras, notas blancas, y necesitas tocar las dos para hacer una armonía, amigos»). No obstante, la figura literaria es mucho más antigua y fue popularizada por James Aggfrey en la década de 1920, que inspiró el título de la revista The Keys, aunque era usada mucho tiempo antes. Por ejemplo, el reverendo C. F. Sturgis fue citado en prensa diciendo: «Master and mistress, and neighbors, and negroes assemble, and black and white are seen strung along the great table, like the keys of a piano, and, like the aforesaid instrument, the black keys make fully as much noise as the white; all mingle for a while in the utmost harmony and good feeling» (lo cual puede traducirse al español como: Señoras y señores, vecinos y negros se reúnen, y gente blanca y negra se ve encadenada a lo largo de una gran mesa, como las teclas de un piano, y como el instrumento mencionado, las notas negras hacen tanto ruido como las blancas; todas se mezclan durante un rato en máxima armonía»).
Compuesta por McCartney, la canción fue interpretada en directo en el estudio a dúo con Stevie Wonder, aunque debido a conflictos con los horarios de trabajo, ambos grabaron sus respectivas partes para el videoclip por separado. El videoclip fue recopilado en 2007 en el DVD The McCartney Years.

## Recepción comercial
«Ebony and Ivory» pasó siete semanas en el número 1 de la lista Billboard Hot 100 y se convirtió en el cuarto mayor éxito de 1982. Para McCartney, «Ebony and Ivory» fue su mayor éxito tras la separación de The Beatles en términos de semanas en lo alto de las listas de sencillos, quedando por detrás de la canción «Hey Jude». Además, se convirtió en el primer sencillo de McCartney en entrar en la lista R&B Chart de Billboard. 
En 2008, la canción fue situada en el puesto 59 de la lista de mejores canciones de todos los tiempos elaborada por Billboard.
Sin embargo, a pesar de su éxito en las listas de sencillos, la canción fue descrita como «dulzona» y fue nombrada como la décima peor canción de todos los tiempos en una lista recopilada por la revista Blender. En octubre de 2007, la canción fue nombrada como el peor dúo de la historia por los oyentes del canal BBC 6 Music. En septiembre de 2010, Matthew Wilkening situó la canción en el puesto 9 de una lista de las 100 peores canciones, comentando que la canción «fue versionada mucho mejor por Joe Piscopo y Eddie Murphy en Saturday Night Live.
«Ebony and Ivory» fue parodiada en varios programas de televisión tales como El príncipe de Bel Air, Father Ted, Todo el mundo odia a Chris, Arrested Development y Saturday Night Live, South Park, así como en películas como Undercover Brother and Guess Who. El verso «Keyboard, Oh Lord! Why don't we?» fue usado también como título del tercer álbum de la banda noruega de rock Thulsa Doom, mientras que la canción y el videoclip fueron parodiadas en un anuncio del programa Psych.
Debido a la política de apartheid dominante en Sudáfrica en la década de los 80's, la difusión de «Ebony and Ivory» fue prohibida.

## Curiosidades
En el popular videojuego de Devil May Cry, el personaje principal llamado Dante posee 2 armas de fuego que hacen de pareja en ambas manos al usarlas posee el nombre de Ebony e Ivory en cada pistola, donde Ebony es el arma de fuego de color negro que lleva en el mango una foto de una mujer de cabello negro, mientras que Ivory es un arma de fuego de color plata que lleva en el mango una foto de una mujer de cabello blanco.

## Lista de canciones
Todas las canciones escritas y compuestas por Paul McCartney. 
| N.º | Título                                                          | Duración |  |
| 1.  | «Ebony and Ivory»                                               |          |  |
| 2.  | «Rainclouds»                                                    |          |  |
| 3.  | «Ebony and Ivory (Solo version)» (solo en maxisencillo de 12")  |          |  |
| 4.  | «Ebony and Shaft (Funky version)» (solo en maxisencillo de 12") |          |  |

## Créditos y personal
- Paul McCartney: voz, guitarras, bajo, piano, sintetizadores, vocoder y percusión.
- Stevie Wonder: voz, piano eléctrico, sintetizadores, batería y percusión.
- Isaac Hayes: coros

## Posición en listas
| Lista (1982)                                | Posición más alta |
| ------------------------------------------- | ----------------- |
| Australia                                   | 2                 |
| Austria                                     | 3                 |
| Canadá                                      | 1                 |
| Alemania                                    | 1                 |
| España                                      | 1                 |
| Japón                                       | 26                |
| Noruega                                     | 1                 |
| Suecia                                      | 2                 |
| Suiza                                       | 2                 |
| Reino Unido                                 | 1                 |
| Estados Unidos Billboard Hot 100            | 1                 |
| Estados Unidos Billboard Adult Contemporary | 1                 |